# Liste der Kulturdenkmäler in Zettingen
In der Liste der Kulturdenkmäler in Zettingen sind alle Kulturdenkmäler der rheinland-pfälzischen Ortsgemeinde Zettingen aufgeführt. Grundlage ist die Denkmalliste des Landes Rheinland-Pfalz (Stand: 21. September 2023).

## Einzeldenkmäler
| Bezeichnung                          | Lage                                 | Baujahr         | Beschreibung                                                  | Bild                           |
| ------------------------------------ | ------------------------------------ | --------------- | ------------------------------------------------------------- | ------------------------------ |
| Wegekreuz                            | Brunnenstraße, Ecke Ackerstraße Lage | 18. Jahrhundert | Wegekreuz, 18. Jahrhundert                                    | weitere Bilder Fotos hochladen |
| Wohnhaus                             | Kirchstraße 3 Lage                   | 18. Jahrhundert | Fachwerkhaus, teilweise massiv, 18. Jahrhundert               | Fotos hochladen                |
| Katholische Pfarrkirche Muttergottes | Kirchstraße 4 Lage                   | 1923            | neubarocker Saalbau, 1923, Architekt Josef Mockenhaupt, Mayen | weitere Bilder Fotos hochladen |
| Wegekreuz                            | westlich des Ortes an der K 23 Lage  | 1816            | Wegekreuz, bezeichnet 1816                                    | weitere Bilder Fotos hochladen |